# Paralía (Kateríni)
Pour les articles homonymes, voir Paralía.
Paralía, en grec moderne : Παραλία, est un village et un ancien dème du district régional de Piérie, en Macédoine-Centrale, Grèce. Depuis 2010, il est fusionné au sein du dème de Kateríni.
Selon le recensement de 2011, la population du dème compte 6 803 habitants tandis que celle du village s'élève à 1 124 habitants.